# Paradmete curta
Paradmete curta là một loài ốc biển, là động vật thân mềm chân bụng sống ở biển trong họ Volutomitridae.